# Circondario di Aquisgrana
Il circondario di Aquisgrana (ted. Kreis Aachen) era un circondario tedesco, esistito dal 1815 al 2009.
Al momento del suo scioglimento, il circondario era parte del Land della Renania Settentrionale-Vestfalia; la sede amministrativa era posta nella città extracircondariale di Aquisgrana.

## Storia
Il circondario di Aquisgrana (Landkreis Aachen) fu creato nel 1815 come suddivisione amministrativa del Regno di Prussia.
Capoluogo era la città di Burtscheid, annessa nel 1897 alla città extracircondariale di Aquisgrana, che divenne il nuovo capoluogo.
Dal 1º ottobre 1969 il circondario rurale fu ribattezzato semplicemente "circondario" (Kreis), analogamente agli altri circondari della Renania Settentrionale-Vestfalia.
Il 1º gennaio 1972 furono annessi al circondario di Aquisgrana il circondario di Monschau e il comune di Baesweiler (già nel Selfkantkreis Geilenkirchen-Heinsberg).
Il 21 ottobre 2009 il circondario fu unito alla città extracircondariale di Aquisgrana, a formare il nuovo ente detto "regione urbana di Aquisgrana".

## Suddivisione (al 21 ottobre 2009)

### Città
- Alsdorf (media città di circondario)
- Baesweiler (media città di circondario)
- Eschweiler (media città di circondario)
- Herzogenrath (media città di circondario)
- Monschau
- Stolberg (Rhld.) (media città di circondario)
- Würselen (media città di circondario)

### Comuni
- Roetgen
- Simmerath